# Туйне
Туйне (нім. Thuine) — громада в Німеччині, розташована в землі Нижня Саксонія. Входить до складу району Емсланд. Складова частина об'єднання громад Фререн.
Площа — 12,47 км2. Населення становить 1848 ос. (станом на 31 грудня 2021).